# Unità di misura birmane
Le unità di misura birmane sono le unità di misura in uso in Birmania. Esse sono ancora oggi in uso e, secondo il CIA World Factbook, la Birmania è uno dei soli tre paesi al mondo che non hanno ancora adottato il Sistema internazionale di unità di misura (SI) come sistema ufficiale di pesi e misure. Nel giugno del 2011, il Ministero del commercio del governo della Birmania ha iniziato a discutere le proposte di riforma del sistema di misura in Birmania e di adozione del sistema metrico usato dalla maggior parte dei suoi partner commerciali, e nell'ottobre del 2013, il dr. Pwint San, deputato nonché ministro del commercio, ha annunciato che il paese si stava preparando ad adottare il sistema metrico.
Gran parte della popolazione usa solo le unità di misura birmane, sebbene la pagine web del governo birmano usino il sistema imperiale britannico e il sistema metrico anche se in modo incoerente. Per esempio, il Ministero dell'edilizia usa le miglia per la lunghezza delle strade, i metri quadrati per l'estensione delle abitazioni, mentre usa i chilometri quadrati per l'area totale di sviluppo dei nuovi distretti di Yangon. Il Ministero dell'agricoltura usa gli acri per le aree di terreno. Il Ministero degli esteri, invece, usa i chilometri (con l'equivalente in miglia tra parentesi) per l'estensione totale della nazione.

## Lunghezze
| Unità   | Unità                     | Metrico     | Imperiale/USA                     | Proporzione del precedente |
| Birmano | Trascritto                | Metrico     | Imperiale/USA                     | Proporzione del precedente |
| ------- | ------------------------- | ----------- | --------------------------------- | -------------------------- |
| ဆံချည်     | sanchi                    | 79,375 μm   | 3⁄1 thou/mil                      |                            |
| နှမ်း      | hnan                      | 0,79375 mm  | 31⁄1 thou/mil                     | 10                         |
| မုယော      | mayaw                     | 4,7625 mm   | 3⁄16 in                           | 6                          |
| လက်သစ်    | let thit                  | 1,905 cm    | 3⁄4 in; un dito (unità di misura) | 4                          |
| မိုက်      | maik                      | 15,24 cm    | 6 in; uno (EN) shaftment          | 8                          |
| ထွာ       | htwa                      | 22,86 cm    | 9 in; una spanna                  | 1.5                        |
| တောင်      | taung                     | 45,72 cm    | 1⁄1 ft; un cubito                 | 2                          |
| လံ       | lan                       | 1,8288 m    | 6 ft; un braccio                  | 4                          |
| တာ       | ta                        | 3,2004 m    | 10⁄1 ft                           | 1.75                       |
| ဥသဘ     | out-thaba dal pali usaba) | 64,008 m    | 70 yd                             | 20                         |
| ကောသ      | kawtha (from Pali kosa)   | 1,28016 km  | 0,795455 mi                       | 20                         |
| ဂါ၀ုတ်     | ga-wout (dal pali gavuta) | 5,12064 km  | 3,18182 mi; all'incirca una lega  | 4                          |
| ယူဇနာ     | yuzana (dal pali yojana)  | 20,48256 km | 12,7273 mi                        | 4                          |

## Massa
| Unità   | Unità       | Metrico    | Imperiale/USA | Proporzione del precedente |
| Birmano | Trascritto  | Metrico    | Imperiale/USA | Proporzione del precedente |
| ------- | ----------- | ---------- | ------------- | -------------------------- |
| ရွေးလေး      | yway lay    | 136,078 mg | 2,1 grani     |                            |
| ရွေးကြီး      | yway gyi    | 272,155 mg | 4,2 grani     | 2                          |
| ပဲသား      | petha       | 1,02058 g  | 15,75 grain   | 3,75                       |
| မူးသား      | mutha       | 2,04117 g  | 31,5 grain    | 2                          |
| မတ်သား     | mattha      | 4,08233 g  | 63 grain      | 2                          |
| ငါးမူးသား     | nga mutha   | 8,16466 g  | 0,288 oz      | 2                          |
| ကျပ်သား     | kyattha     | 16,3293 g  | 0,576 oz      | 2                          |
| အဝက်သား    | awettha     | 204,117 g  | 7,2 oz        | 12,5                       |
| အစိတ်သား    | aseittha    | 408,233 g  | 14,4 oz       | 2                          |
| ငါးဆယ်သား    | ngase tha   | 816,466 g  | 1,8 lb        | 2                          |
| ပိဿာာ      | peittha     | 1,63293 kg | 3,6 lb        | 2                          |
| အချိန်တစ်ရာ  | achein taya | 163,293 kg | 360 lb        | 100                        |

1. ↑  Alla lettera "cinque mutha", ma in realtà sono quattro.
2. ↑  Tradizionalmente noto come tical in inglese.
3. ↑  Tradizionalmente noto come viss in inglese.

## Volume
| Unità   | Unità      | Metrico    | Imperiale            | USA                            | Proporzione del precedente |
| Birmano | Trascritto | Metrico    | Imperiale            | USA                            | Proporzione del precedente |
| ------- | ---------- | ---------- | -------------------- | ------------------------------ | -------------------------- |
| လမု      | la myu     | 79,9118 ml | 2⁄13 fl oz           | 2,70214 fl oz                  |                            |
| လမျက်     | la myet    | 159,824 ml | 5⁄5 fl oz            | 5,40428 fl oz                  | 2                          |
| လမယ်     | la me      | 319,647 ml | 11⁄1 fl oz           | 10,8086 fl oz                  | 2                          |
| စလယ်     | sa le      | 639,294 ml | 1⁄1 pinte            | 1,35107 pinte                  | 2                          |
| ခွက်      | hkwet      | 1,27859 l  | 1⁄1 qt               | 1,35107 qt                     | 2                          |
| ပြည်      | pyi        | 2,55718 l  | 2⁄1 qt               | 2,70214 qt                     | 2                          |
| စိတ်      | seit       | 10,2287 l  | 2⁄1 galloni 1⁄1 peck | 2,70214 galloni 1,16106 peck   | 4                          |
| ခွဲ       | hkwe       | 20,4574 l  | 4⁄1 galloni 2⁄1 peck | 5,40428 galloni 2,32213 peck   | 2                          |
| တင်း      | tin        | 40,9148 l  | 9 galloni 1⁄1 bushel | 10,8086 galloni 1,16107 bushel | 2                          |

## Moneta
| Unità   | Unità      | Equivalente a |
| Birmano | Trascritto | Equivalente a |
| ------- | ---------- | ------------- |
| ပြား       | 1 pya      |               |
| မတ်      | 1 mat      | 25 pya        |
| ငါးမူး      | 5 mu       | 2 mat         |
| ကျပ်      | 1 kyat     | 2 mu          |

## Adozione del sistema metrico SI
Nell'ottobre del 2013, il Ministero del commercio ha annunciato che la Birmania si stava preparando ad adottare il Sistema internazionale di unità di misura come sistema ufficiale di unità di misura del paese.